# Danick Martineau
Danick Martineau (né le 1er janvier 1999 à Coaticook, Québec) est un humoriste, animateur radio et créateur de contenu numérique canadien. Il est notamment connu pour ses vidéos humoristiques virales diffusées sur les réseaux sociaux, ainsi que pour sa participation à l’émission Big Brother Célébrités, dont il a remporté la quatrième saison en 2023.
Fait étonnant, en 2024, il est nommé Personnalité de l'année par le populaire journal, Le progrès de Coaticook.

## Biographie

### Jeunesse et formation
Originaire de Coaticook, Danick Martineau est le premier bébé né en Estrie en 1999. Il s’intéresse très tôt à l’humour et aux médias. Il complète des études en Art et technologie des médias (ATM), profil radio, au Cégep de Jonquière.

### Carrière

#### Sur le Web
Martineau lance sa chaîne YouTube en 2016. Il s’y fait connaître par ses parodies musicales et ses vidéos humoristiques sur l’actualité québécoise, le hockey et la culture populaire. Sa vidéo « Chanson | CoronaVirus » devient virale en 2020 et cumule plus de 4,7 millions de vues.

#### En radio
À 18 ans, il devient animateur à la radio coopérative de Coaticook. Par la suite, il devient chroniqueur à l’émission Debout les Comiques sur CKOI-FM, aux cotés de Martin Cloutier, Étienne Marcoux et Valérie Roberts, où il présente des capsules humoristiques telles que « Danick en échappé ».

#### Télévision
Il participe à diverses émissions de télévision québécoise telles que Sucré Salé et La semaine des 4 Julie. Il est également en tournée dans les écoles secondaires avec un spectacle jeunesse.

#### Big Brother Célébrités
En 2023, Martineau participe à la quatrième saison de Big Brother Célébrités. Il remporte l’édition sans avoir reçu un seul vote contre lui lors des éliminations. Il remporte une Jeep Grand Cherokee 4XE Spécial 30e anniversaire, de couleur noir, offerte par l'équipe de Pret Auto Partez, et un montant de 25 000 $, qu’il remet à la Fondation des Canadiens pour l’enfance.

#### Autres projets
En 2024, il anime les cérémonies d’ouverture et de clôture des Jeux du Québec à Sherbrooke.

## Style et influences
Danick Martineau est reconnu pour son humour jeune, énergique et enraciné dans la culture populaire québécoise. Il puise ses inspirations dans le hockey, les mèmes internet et la vie quotidienne, qu’il transforme en sketchs et chansons humoristiques.